# Philothermus parviceps
Philothermus parviceps is een keversoort uit de familie dwerghoutkevers (Cerylonidae). De wetenschappelijke naam van de soort werd in 1937 gepubliceerd door Carter & Zeck.